# Франческо Канова да Милано
Франческо Канова да Милано (на италиански: Francesco Canova da Milano) е виртуозен италиански лютенист и композитор от епохата на Ренесанса, един от най-големите музиканти на 16 век.

## Биография
Франческо да Милано е роден на 18 август 1497 в Монца, близо до Милано. Син е на музиканта Бенедето Канова. Към 1510 постъпва на служба при херцог Франсоа дьо Гонзаг в Ломбардия. По-късно заминава за Рим и служи на няколко папи, сред които и Лъв Х, както и кардинал Иполито де Медичи. Заради виртуозността си печели прозвището il divino Francesco („божественият Франческо“). През 1535 постъпва на работа при папа Павел III, на когото служи до смъртта си. Погребан е в църквата Санта Мария де ла Скала, която е съборена през 18 век и на нейно място е изградена знаменитата опера Ла Скала.

## Творчество
Творбите на композитора са изцяло светски ориентирани и предназначени за лютня. В тях се откроява типичното за Ренесанса звучене. През целия си живот написва няколко големи сборника с творби, предимно фантазии и ричеркари. Творбите на Франческо да Милано са публикувани за пръв път във Венеция между 1536 и 1548 година. До днес са оцелели 124 негови произведения – много фантазии, 60 ричеркари, токата и други.